# Gottfried von Laimbeckhoven
Gottfried Xaver von Laimbeckhoven SJ (* 9. Januar 1701 in Wien; † 22. Mai 1787 in Tangjiaxiang bei Songjiang) war ein österreichischer Jesuit, Missionar in China und als solcher apostolischer Vikar von Nanjing sowie Administrator von Peking.

## Leben und Wirken
Gottfried von Laimbeckhoven war das letzte von 6 Kindern der Eheleute Johann Ferdinand Laimbeckhoven und Elisabeth, geb. von Selenbau. Sein Vater war Fürstbischöflich Passauischer wirklicher Hof-Kammer-Rat und Stadthauptmann zu Mauttern und wurde am 9. September 1718 in den Adelsstand erhoben.
Mit 15 Jahren trat Gottfried von Laimbeckhoven am 26. Januar 1722 in den Jesuitenorden ein. Nach Studien in Leoben und Graz wurde er nach Wien berufen, um dort im Hinblick auf seinen Einsatz am Kaiserhof in Peking Mathematik und Theologie zu studieren. Nach seiner Priesterweihe 1735 reiste er nach Lissabon, um sich von dort nach China einzuschiffen. Am 5. August 1738, drei Jahre nach seinem Aufbruch von Wien, traf sein Schiff in Macau ein. Zunächst wirkte er als Seelsorger in der Provinz Huguang. 1746 wurde er zum Visitator ernannt. Am 15. Mai 1752 bestätigte Papst Benedikt XIV. seine Ernennung zum Nachfolger von Francisco de Santa Rosa de Viturbo OFM als Bischof von Nanjing. Aufgrund der langsamen Informationswege erfuhr er aber erst 1754 von seiner Ernennung und konnte unter größter Geheimhaltung am 20. Juli 1755 in Macao zum Bischof geweiht werden. 1757 designierte Polykarp de Souza, Bischof von Peking, von Laimbeckhoven als Administrator seiner Diözese. Über 20 Jahre erfüllte er diese Aufgabe zusätzlich. Erst 1778 konnte mit dem Augustiner Joannes Damascenus Salusti (?–1781) ein neuer Bischof von Peking ernannt werden. 1775 musste von Laimbeckhoven in Peking die Auflösung des Jesuitenordens anordnen und durchführen.
Laimbeckhoven war rund 50 Jahre als Missionar in China tätig. Während dieser Zeit war die Anwesenheit und das Wirken von Missionaren im Land verboten. Zwei Ereignisse mit weitreichenden Folgen überschatteten zusätzlich seinen Aufenthalt: der chinesische Ritenstreit, sowie die bereits erwähnte Aufhebung des Jesuitenordens. Hinzu kamen Streitereien innerhalb der Chinamission, sowie die Verfolgung der Christen insbesondere in den Jahren 1774–1789.
Bischof von Laimbeckhoven verfasste neben pastoralen Schreiben, darunter auch drei in chinesischer Sprache, eine Beschreibung seiner langen Seereise (1735 bis 1738) von Genua nach Macao und führte neben seiner amtlichen Korrespondenz einen umfangreichen Briefwechsel mit Verwandten und Freunden, der inzwischen ediert wurde.